# 樂天小熊餅

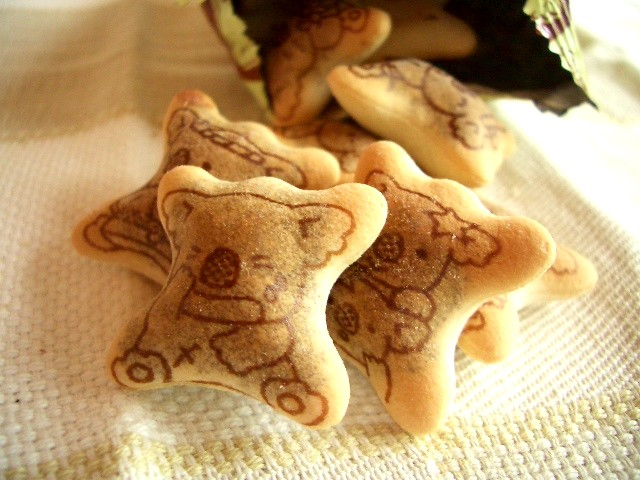
樂天小熊餅

樂天小熊餅（直译：「無尾熊的遊行」），在香港又稱樂天熊仔餅，是乐天集团旗下「樂天株式會社」所開發及出售的餅乾類點心，是該公司的暢銷食品之一。

## 歷史
1983年時，樂天的技術人員開發出烘烤空心餅乾的技術，但尚未實際將其應用於量產商品上。1984年時，傳出澳大利亞計畫要贈與日本兩隻無尾熊的訊息，成為當時日本國內的熱門新聞。樂天的產品開發人員預期之後將會有一股無尾熊熱潮，於是將無尾熊的造型與空心餅乾技術結合，製作出含有朱古力夾心的小熊餅，這種新產品於1984年3月在日本上市，而這兩隻無尾熊也於同年10月抵達日本，於東京的多摩動物公園飼養展示。
1986年4月時，樂天小熊餅開始在香港銷售，是該產品首度的外銷紀錄。之後樂天陸續在1987年3月與4月將產品外銷至台灣與新加坡。1990年5月，美國樂天開始生產銷售小熊餅的美國版本，但美國版在上市初期原本使用的是「Koala Yummies」的商品名，之後才改成與日本本土同樣的「Koala's March」。中國方面，是一直到1997年6月才正式引進此產品。

## 產品
樂天小熊餅是在空心餅乾的餅皮上畫上無尾熊圖案後，注入餡料而成的餅乾食品。除了一般標準版的產品外，還有各種限期販售的限量版或特殊口味版商品。
餅乾上的無尾熊圖案是以焦糖印刷。最初的產品是以樂隊遊行為概念設計繪製了12種圖案，圖案中的無尾熊手持各種不同的樂器。隨著銷售時期漸增圖案種類也持續增加，直到2010年2月為止，共出現過465種不同的設計。這些圖樣包含了許多系列化、只會被使用在特殊版產品的設計，而涵蓋的主題則包括了季節、花樣滑冰、日本全國都道府縣等五花八門的事物。
樂天小熊餅採用六角柱狀的紙盒包裝，也是另一個自上市以來就未曾改變過的產品特徵。其六角造型的靈感，是源自無尾熊的主要食物來源，尤加利樹。

## 口味
最初的樂天小熊餅僅有巧克力一種口味，之後逐漸加入草莓與牛奶等標準口味。除此之外，日本市場會在每年的特定時期推出季節限定的口味版本，而中國製造的海外版本也另有其他多種不同的口味。
出現過的季節限定口味有香蕉可麗餅、香甜甘薯、香蕉巧克力、綜合水果、香草冰淇淋、草莓牛奶、烘焙起司蛋糕、卡士達泡芙、咖啡歐蕾、優格。

## 製造地
隨著樂天製菓海外銷售取得佳績，1990年代開始海外佈局。
目前的樂天小熊餅主要產地分別由樂天製菓中國廠、泰國廠與日本廠製造，其中於中國、韓國販售的版本由中國廠生產，其餘大部分海外國家（包括台灣、新加坡等）的樂天小熊餅為泰國廠生產。日本廠的產能則以內銷日本為主，只有少數特殊產品或季節限定產品會外銷到其他國家。

## 軼事
作為以無尾熊的形象聞名的代表性商品之生產商，樂天在1994年的小熊餅上市10週年時加入了以無尾熊的保護與復育為營運宗旨的澳洲無尾熊基金會（Australian Koala Foundation, AKF），成為該基金會的黃金級贊助廠商。

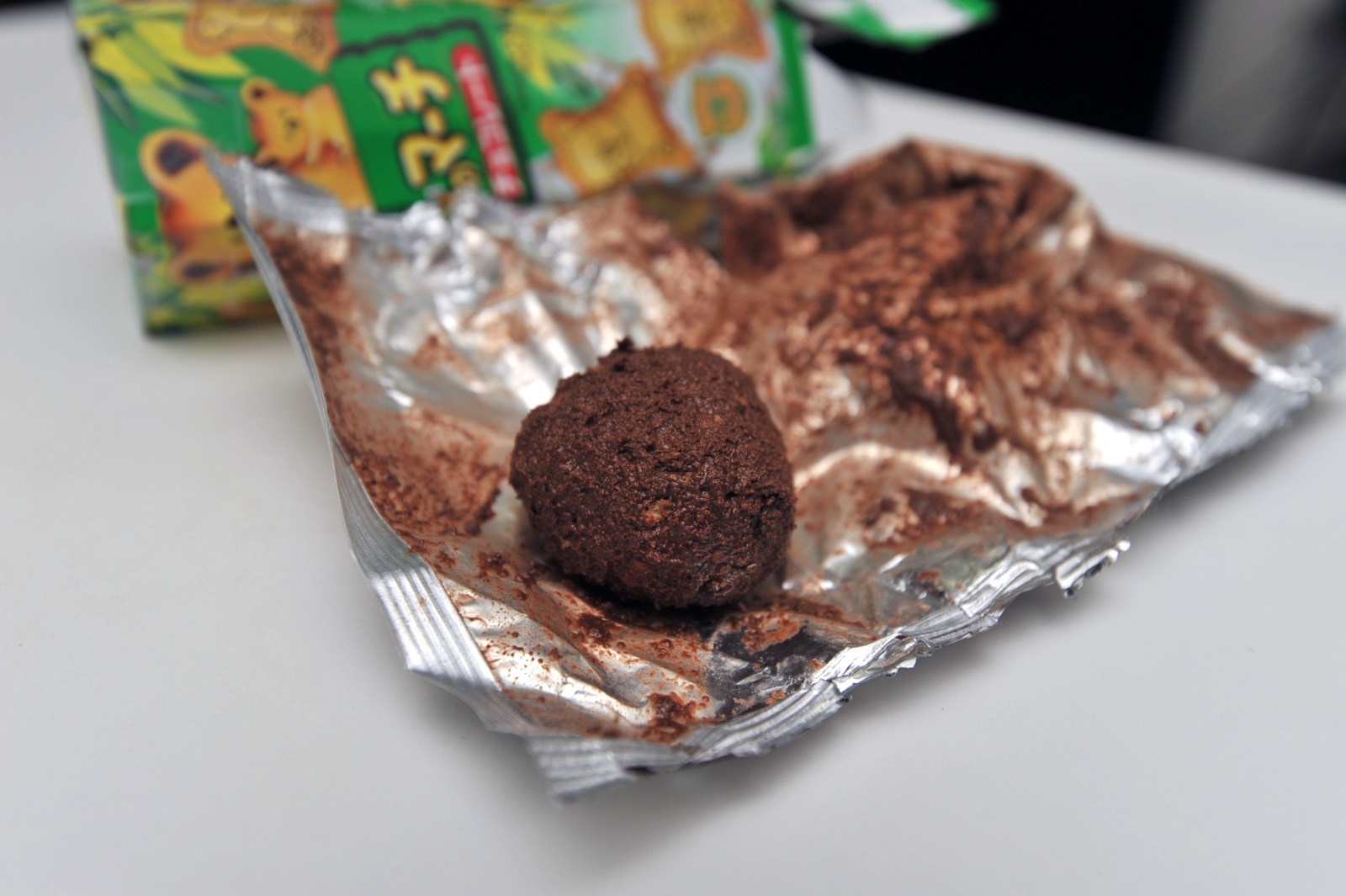
經過劇烈搖晃而變成一顆巨大巧克力球的樂天小熊餅。

約在2013年初，自日本傳出被稱為「小熊餅新吃法」的網路訊息，指出將未拆封的小熊餅用手激烈搖晃30分鐘之後，鋁箔內袋中的餅乾會變成一團巨大的巧克力球。相關的訊息透過社群網路與影片分享網站流傳開來，而成為一時的熱門話題。此現象可能起因於搖晃餅乾時包裝內的餅乾碎屑與巧克力餡因摩擦而昇溫，導致巧克力融化而產生沾黏效果。要產生此效果需要相當程度的劇烈搖晃，但並不一定得搖滿30分鐘，產生的巨大巧克力球本身仍帶有餅乾碎屑的口感，並不是每個人都會覺得此新吃法較原本的正常吃法美味。由於餡料熔點與黏滯性等物理特性不同之故，包括草莓與牛奶等其他口味的小熊餅雖然也可以利用相同的方法形成球狀體，但所需的搖晃程度會與巧克力口味的小熊餅不同。